# 吳穎 (清朝)
吳穎（1600年—1678年），字見末，號繭雪，南京應天府溧陽縣（今江蘇省溧陽縣）人，清朝政治人物。

## 生平
明崇禎十五年（1652年），壬辰科鄉試中舉；清朝順治九年（1652年）壬辰科進士，授刑部主事。升任刑部山西司郎中，出為廣東潮州府知府。
著有《蓴羹堂集》、《溧詩選》。
有子吳嘉稷、吳嘉穗、吳嘉稔、吳大臨。